# Akira (film)
Akira (アキラ?) este un film de animație, SF, de acțiune, japonez din 1988 regizat de Katsuhiro Otomo. Rolurile principale sunt interpretate ca voce de actorii Mitsuo Iwata, Nozomu Sasaki, Mami Koyama, Tarō Ishida și Mizuho Suzuki (versiunea originală în japoneză).

## Prezentare
Filmul prezintă o versiune distopică a orașului Tokyo în anul 2019, la 31 de ani după al treilea război mondial. Personajele principale sunt: tânărul motociclist Tetsuo Shima (Nozomu Sasaki) care are puteri psihice și conducătorul unei găști de motocicliști, Shotaro Kaneda (Mitsuo Iwata).